# Quartiere di Laborie
Il quartiere di Laborie è uno degli 11 quartieri in cui è divisa l'isola di Saint Lucia.